# Костел Матері Божої Сніжної (Драганівка)
Костел Матері Божої Сніжної в Драганівці — римсько-католицька церква в селі Драганівці Тернопільської области України.

## Відомості
- 1852 — засновано капеланію коштом парафіян Драганівки і Почапинець, а також М. Дрогойовської.
- 1858 — за пожертви жителів Драганівки, Почапинець і навколишніх сіл, релігійного фонду завершено будівництво мурованого костелу на земельній ділянці, подарованій Соболевськими.
- 6 червня 1872 — освячений архієпископом Францішеком Вежхлейським.